# Paul Berg (kemist)
Paul Berg, född 30 juni 1926 i Brooklyn i New York, död 15 februari 2023 i Stanford, Kalifornien, var en amerikansk kemist och nobelpristagare. 
Berg tilldelades Nobelpriset i kemi år 1980 (halva prissumman - den andra halvan delades av amerikanen Walter Gilbert och engelsmannen Frederick Sanger som fick varsin fjärdedel). Han fick priset för sin forskning om nukleinsyrornas biokemi och hur man på konstgjord väg kan skapa olika DNA-sekvenser, så kallat rekombinant DNA.
1980 tilldelades han Albert Lasker Basic Medical Research Award.